# Abaqulusi (Municipalité)
Pour Abaqulusi (peuple zoulou), voir AbaQulusi (Zoulous).
La municipalité locale d'Abaqulusi (Abaqulusi Local Municipality) est une municipalité située en Afrique du Sud dans le district du Zoulouland (KwaZulu-Natal) dans le nord de l'ancienne province du Natal. Son siège se trouve à Vryheid
La municipalité comprend les villes, communes et townships de :
- Vryheid,
- Hlahlendela,
- Bhekuzulu,
- Louwsburg,
- Hlobane,
- Coronation (en),
- eMondlo,
- Glückstadt,
- Boschhoek,
- les zones rurales de Brakfontein.

## Démographie
Près de 92 % de la population d'AbaQulusi est noire, essentiellement issue de l'ethnie zouloue et réside à Hlahlendela (137 393 habitants).

## Sources
- Cet article est partiellement ou en totalité issu de l'article intitulé « Vryheid » (voir la liste des auteurs).